# Internacjonalizacja (informatyka)
Internacjonalizacja – umiędzynaradawianie oprogramowania, czyli wprowadzenie do programu możliwości obsługi wyświetlania komunikatów i dokumentacji w wielu różnych językach. Blisko spokrewnione z pojęciem lokalizacji (l10n) oraz globalizacji (g11n), czyli dostosowania danego produktu w taki sposób, by wyeliminować cechy charakterystyczne dla konkretnego kraju lub krajów. Pokrewnym pojęciem jest również (z ang.) multilingualization (m17n), czyli taki sposób pisania programów, który umożliwia jednoczesne posługiwanie się przez użytkowników wieloma językami.
Globalizację od internacjonalizacji różni głównie to, że umiędzynarodowienie służy odcięciu zależności między produktem a językiem docelowym z przeznaczeniem przyszłego zlokalizowania produktu, co jest zdecydowanie łatwiejsze w przypadku publikacji umiędzynarodowionej. Produkt zglobalizowany to taki, który z założenia ma być międzynarodowo uniwersalny.
Proces globalizacji czasem oznacza się skrótowo g11n. Zapis ten pochodzi od angielskiego słowa globalization („G” + 11 liter pomiędzy + „n”). Pojęcie internacjonalizacji jest natomiast skracane do i18n, pochodzącego od ang. internationalization („i” + 18 liter pośrodku + „n”).